# Цифрова трансформація
Цифрова трансформація (англ. digital transformation) — це трансформація бізнесу шляхом перегляду бізнес-стратегії або цифрової стратегії, моделей, операцій, продуктів, маркетингового підходу, цілей тощо, шляхом прийняття цифрових технологій. Це прискорить продаж і зростання бізнесу.

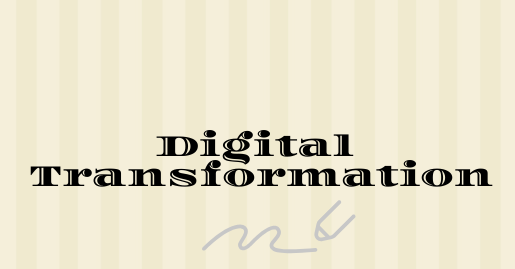
Цифрова трансформація

Етап трансформації означає, що цифрові інструменти за своєю суттю забезпечують нові види інновацій та творчість в певній області, а не просто вдосконалюють та підтримують традиційні методи.
У вужчому сенсі «цифрове перетворення» може послатися поняття «безпаперовий офіс» та досягнення «цифрової зрілості бізнесу», яка впливає як на окремі підприємства, так і на цілі сегменти суспільства, такі як уряд, масові комунікації, мистецтво, медицина, і наука.
Оскільки вплив цього на підприємства є глибоким, багато хто намагається реалізувати весь потенціал цифрової трансформації, і це також чітко розділено географією. Відповідно до індексу галузевого цифрування McKinsey Global Institute Європа в 2016 році працювала на 12 % свого цифрового потенціалу, а США — на 18 %. Навіть у провідних економіках Європи також є деякі істотні відмінності, оскільки, згідно з дослідженням, Німеччина працювала на рівні 10 % від свого цифрового потенціалу, тоді як Велика Британія майже порівняна з США на рівні 17 %. Це наочно демонструє те, що, хоча бізнес-процеси переживають великі зміни, досягаючи значного прогресу у використанні цифрової трансформації, навіть розвинені країни мають значний потенціал для подальшої диджиталізації.

## Історія
Оцифрування - це процес перетворення аналогової інформації в цифрову форму за допомогою аналого-цифрового перетворювача, наприклад, у сканерах зображень або для цифрових аудіозаписів. З ростом використання Інтернету з 1990-х років зросло і використання оцифрування. Однак цифрова трансформація ширша, ніж просто оцифрування існуючих процесів. Цифрова трансформація передбачає розгляд того, як продукти, процеси та організації можуть бути змінені завдяки використанню нових цифрових технологій. В огляді 2019 року пропонується визначення цифрової трансформації як "процесу, спрямованого на вдосконалення організації шляхом ініціювання значних змін її властивостей за допомогою комбінацій інформаційних, обчислювальних, комунікаційних технологій та технологій зв'язку". Цифрову трансформацію можна розглядати як соціально-технічну програму.
Впровадження цифрових технологій може принести переваги для бізнесу, однак деякі корпоративні культури можуть боротися зі змінами, яких вимагає цифрова трансформація.
У звіті за 2015 рік зазначалося, що зрілі цифрові компанії використовують хмарний хостинг, соціальні мережі, мобільні пристрої та аналітику даних, тоді як інші компанії застосовують окремі технології для вирішення конкретних завдань. До 2017 року одне з досліджень показало, що менше 40% галузей були оцифровані (хоча використання цифрових технологій було високим у медіа, роздрібній торгівлі та технологічних галузях).
Станом на 2020 рік 37% європейських компаній і 27% американських компаній не використовували цифрові технології. За період 2017-2020 років 70% європейських муніципалітетів збільшили свої витрати на цифрові технології.
В опитуванні 2021 року 55% європейських компаній заявили, що пандемія COVID-19 збільшила попит на цифрові технології, а 46% компаній повідомили, що вони стали більш цифровими. Половина з цих компаній очікує збільшення використання цифрових технологій у майбутньому, причому більшу частку становлять компанії, які вже використовували цифрові технології раніше. Брак цифрової інфраструктури вважають ключовою перешкодою для інвестицій 16% компаній з ЄС порівняно з 5% у США.
В опитуванні, проведеному в 2021 році, 89% опитаних африканських банків заявили, що пандемія COVID-19 прискорила цифрову трансформацію їхніх внутрішніх операцій.
У 2022 році 53% компаній в ЄС повідомили, що вживають заходів або інвестують кошти в те, щоб стати більш цифровими. 71% компаній у США повідомили, що використовують принаймні одну передову цифрову технологію, що відповідає середньому показнику використання 69% серед організацій ЄС.

## Можливості та проблеми
Цифрова трансформація є головною проблемою та можливістю. Плануючи проведення цифрових перетворень, організації повинні враховувати ті культурні зміни, на які вони стикаються, оскільки працівники та організаційні лідери пристосовуються до прийняття та використання незнайомих технологій . Цифрова трансформація створила унікальні виклики та можливості для ринку, оскільки організації повинні боротися з гнучкими конкурентами, які користуються перевагами низьких бар'єрів для вступу, які забезпечує така технологія. Окрім того, завдяки високій важливості, наданій сьогодні технологіям та їх широкому використанню, наслідки оцифрування доходів, прибутку та можливостей мають значний потенціал зростання.